# یواس‌اس دلانگ (دی‌یی-۶۸۴)
یواس‌اس دلانگ (دی‌یی-۶۸۴) (به انگلیسی: USS DeLong (DE-684)) یک کشتی بود که طول آن ۳۰۶ فوت (۹۳ متر) بود. این کشتی در سال ۱۹۴۳ ساخته شد.